# Willem de Poorter
Willem de Poorter, født 1608, død 1668, var en hollandsk maler.
Man ved ikke så meget om denne kunstner. Han blev formentlig født i Haarlem, hvor han vides at have virket 1635—45. Rembrandt var hans lærer. Hans billeder, der er sjældne, viser stærk Rembrandtsk påvirkning og efterligning. I Berlins Museum ses Samsons Tilfangetagelse, i Dresden Esther og Ahasverus og Horkvinden, i Münchens Pinakotek: Lazarus' opvækkelse, i Kunstmuseet i København: Mercur og Proserpina og Allegori på freden (1643), i Moltkes Samling sammesteds Salomons offer (1643).